# 홍정호 (핸드볼 선수)
홍정호(洪廷昊, 1974년 5월 6일 ~ )는 대한민국의 여자핸드볼 선수로서 
올림픽, 세계선수권, 아시안 게임, 아시아 선수권대회에서 모두 우승한 경력을 가지고 있다.

## 학력
- 인천구월초등학교
- 상인천여자중학교
- 인천여자고등학교
- 한국체육대학교

## 경력
- 1990년 아시안 게임 여자 핸드볼 국가대표
- 1992년 하계 올림픽 여자 핸드볼 국가대표
- 1994년 아시안 게임 여자 핸드볼 국가대표
- 1996년 하계 올림픽 여자 핸드볼 국가대표
- 2008년 하계 올림픽 여자 핸드볼 국가대표

## 수상

### 올림픽
- 1992년 하계 올림픽 여자 핸드볼 금메달
- 1996년 하계 올림픽 여자 핸드볼 은메달
- 2008년 하계 올림픽 여자 핸드볼 동메달

### 세계선수권
- 1995년 세계선수권 (부다페스트) 여자 핸드볼 금메달
- 2003년 세계선수권 (자그레브) 여자 핸드볼 동메달

### 아시안게임
- 1990년 아시안 게임 여자 핸드볼 금메달
- 1994년 아시안 게임 여자 핸드볼 금메달

### 아시아 선수권
- 1991년 히로시마 여자 핸드볼 금메달
- 1993년 산터우 여자 핸드볼 금메달
- 1995년 서울 여자 핸드볼 금메달
- 1997년 암만 여자 핸드볼 금메달
- 1999년 구마모토 여자 핸드볼 금메달
- 2000년 상하이 여자 핸드볼 금메달
- 2002년 알마티 여자 핸드볼 은메달
- 2004년 히로시마 여자 핸드볼 동메달
- 2006년 광저우 여자 핸드볼 금메달
- 2008년 방콕 여자 핸드볼 금메달

## 개인 수상
- 1993년 세계핸드볼선수권대회 득점왕
- 1993년 세계핸드볼선수권대회 BEST 7
- 1996년 애틀란타 올림픽 핸드볼 BEST 7
- 2007년 동아시아클럽 핸드볼선수권대회 MVP
- 2007년 동아시아클럽 핸드볼선수권대회 BEST 7
- 2007년 안동국제여자핸드볼대회 MVP
- 2007년 안동국제여자핸드볼대회 BEST 7
- 2007년 인천국제실업핸드볼대회 MVP
- 2007년 인천국제실업핸드볼대회 BEST 7